# Battipalo

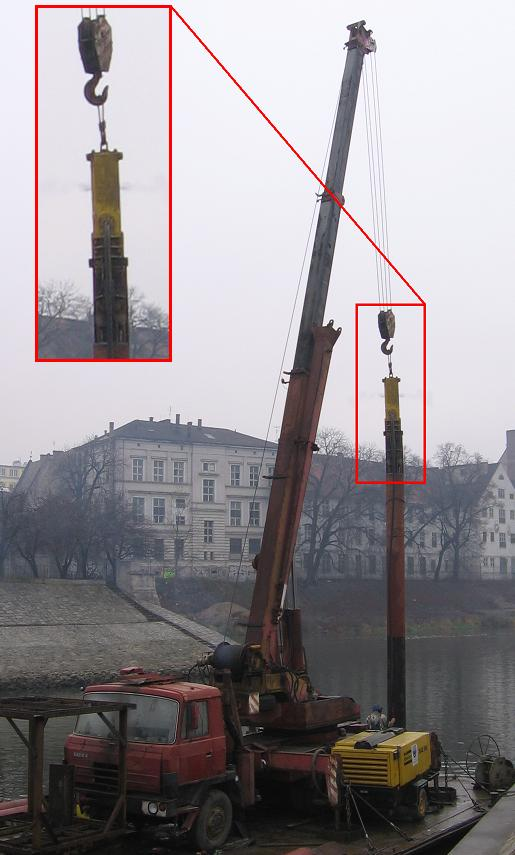
Lavori sul fiume Odra: è visibile un ingrandimento del maglio.

Un battipalo o berta è una macchina per infiggere nel terreno dei pali, ad esempio pali di fondazione o pali per paratie. La componente fondamentale è un maglio o mazzapicchio, ovvero un corpo pesante e rigido che viene fatto battere ripetutamente in cima al palo posto verticalmente sul terreno, sfruttando la forza di gravità, in modo da conficcarlo così come un martello pianta un chiodo. Generalmente è presente una solida struttura di sostegno detta incastellatura, che fa da guida di scorrimento per il palo e per il maglio, e un dispositivo di sollevamento e rilascio del maglio.
Il termine "battipalo" è usato anche per descrivere i membri della squadra di costruzione associati al compito, noti anche colloquialmente come "battipali".

## Tipologia
Nel caso più semplice il maglio viene sollevato a mano e poi lasciato cadere di colpo; si utilizzano ceppi di legno duro di circa 60 kg sollevati di circa 60 cm al di sopra del palo.
Altro tipo manuale è il battipalo a tirelle, dove il maglio è sostenuto da una fune che passa in una carrucola dell'incastellatura e quindi si divide in più corde (tirelle); le tirelle permettono a molti operai, anche una ventina, di sollevare a forza un maglio di circa 300 kg per un'altezza di più di 1 m.
Battipalo più potenti sono azionati da motori o macchine a vapore o ad aria compressa. 
Il maglio può essere lo stantuffo stesso della macchina, che viene spinto verso l'alto e quindi rilasciato togliendogli pressione; in questo modo si hanno battipalo a vapore con magli di circa 1 500 kg sollevati per 1 m al ritmo di 80–100 colpi al minuto. Oppure, nel caso dei battipali a scatto o a ritorno di fune, il motore può azionare tramite un verricello una fune continua dotata di ganci distribuiti, che scorrendo ciclicamente lungo l'incastellatura sollevano il maglio e poi lo sganciano all'altezza stabilita tramite un particolare sistema a scatto, con ritmi di 50-60 colpi al minuto e massa di circa due tonnellate.

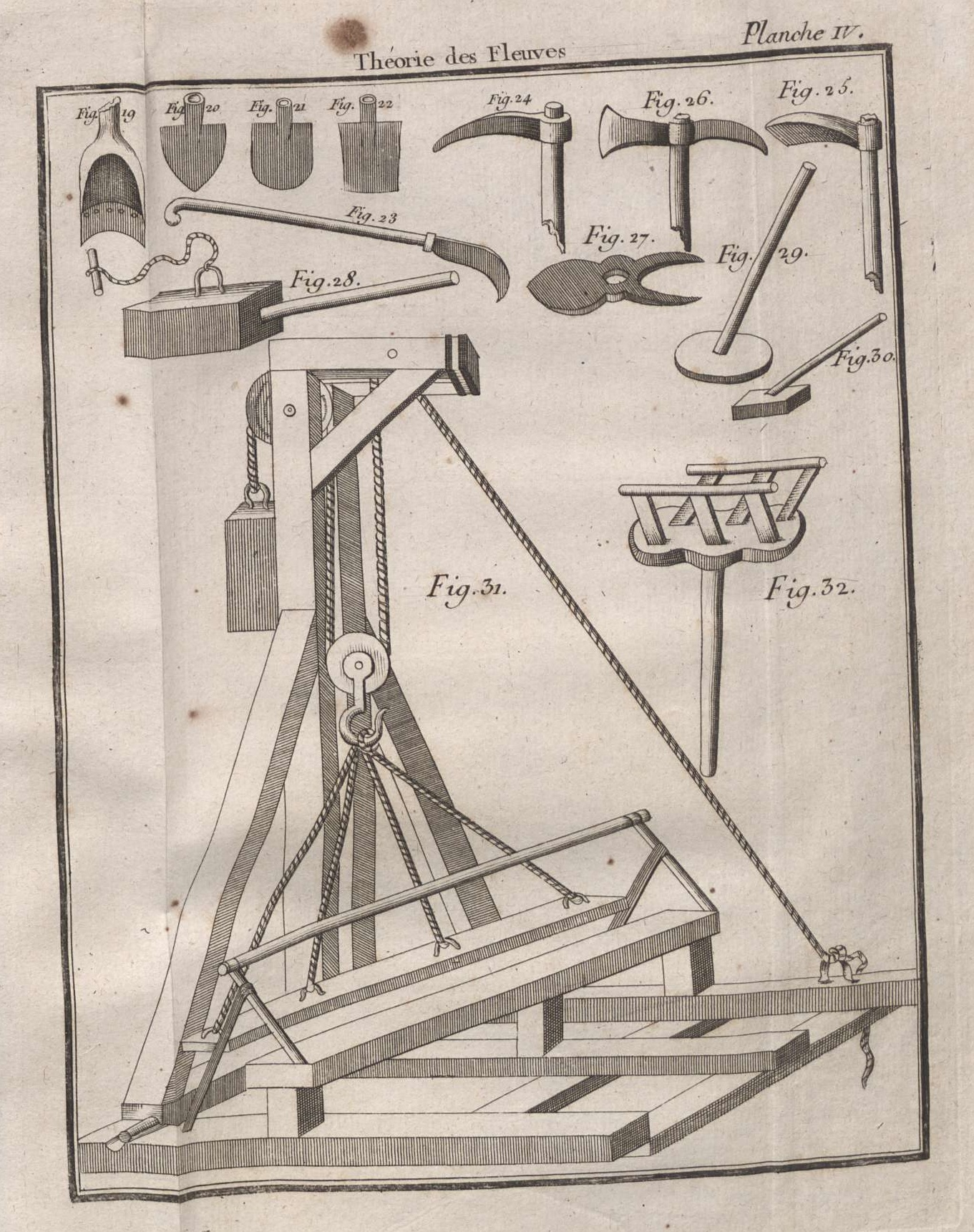
Battipalo del XVIII secolo

Quale che sia il sistema motore, vanno determinati la massa, l'altezza di caduta e la frequenza dei colpi a seconda delle caratteristiche costruttive del palo, che non deve raggiungere l'instabilità a carico di punta durante il battimento. La testa del palo in particolare viene protetta con cuffie metalliche o cuscinetti di ammortizzazione.